# Kahat

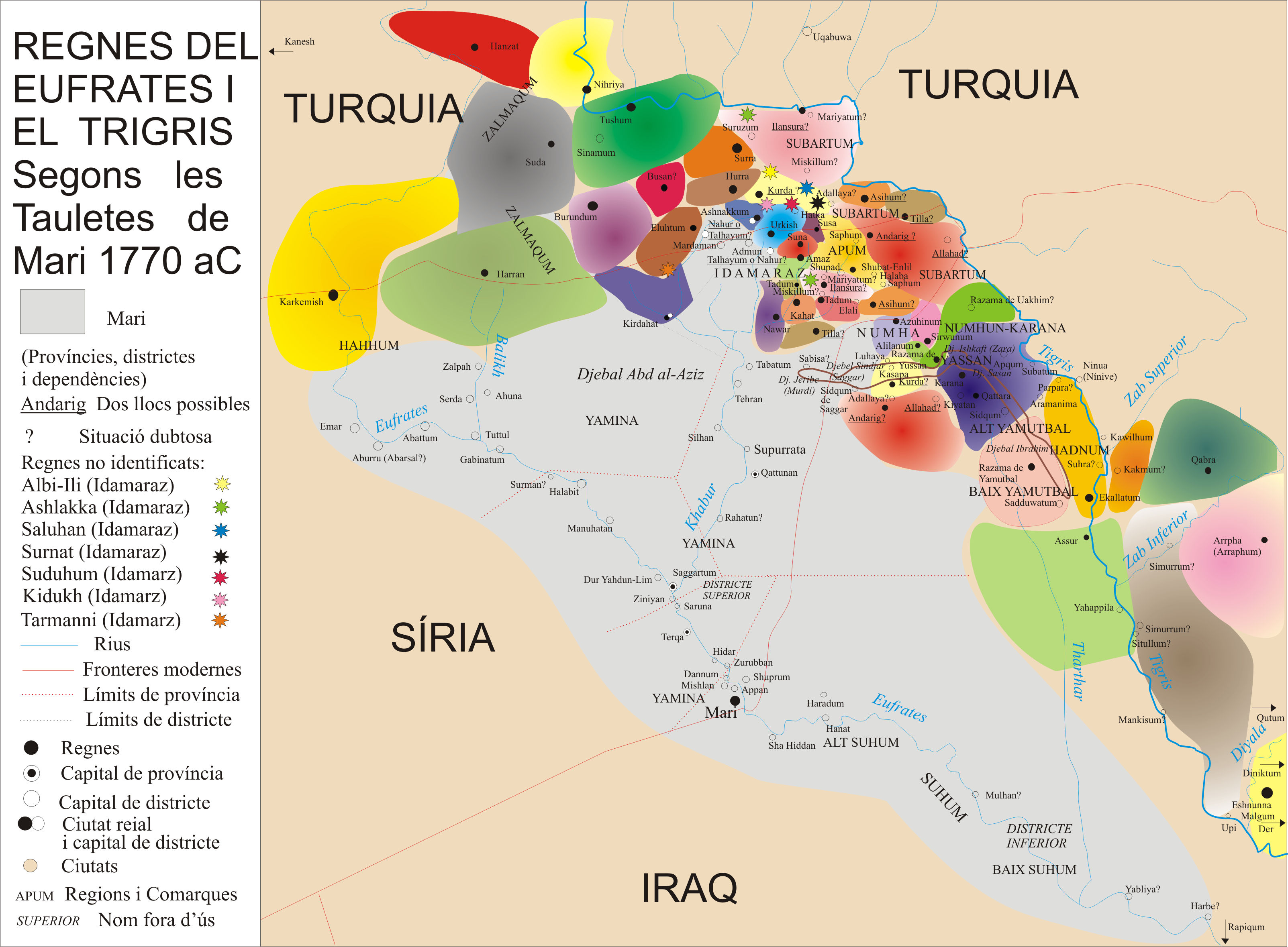
Mapa

Kahat (en alguns moments anomenada Tell Barri) va ser una antiga ciutat de la zona del riu Khabur, situada vora de l'afluent anomenat Djaghdjagh, prop de Nawar una ciutat uns quilòmetres més al sud. Habitualment es suposava que era Tell Barri però això s'ha posat en dubte últimament i seria realment Tell Hamidiya. Els seus habitants s'anomenen a les tauletes de Mari amb el nom de kahateus.
Hauria estat una dependència de Nawar (Tell Brak) i després de l'imperi Accadi van quedar sota Sargon I. A la caiguda d'aquest rei s'hauria format un regne hurrita a Nawar que en alguns moments apareix unit a Urkesh (Tell Mozan), al nord-oest de Kahat. Al segon mil·lenni era un regne independent que havia substituït a Nawar (que ara depenia de Kahat, potser incloent Nabada o Tell Beydar). Al segle xviii aC s'esmenta la ciutat de Kahat a les tauletes cuneïformes del palau de Mari i es creu que estava governada per reis vassalls d'aquest estat. El rei Xamxi-Adad I es va refugiar a Kahat per un temps.
El primer rei esmentat és Akin-Amar; el segueix un rei de nom Kabiya que va morir cap a l'any 1765 aC. Les tauletes esmenten al seu successor Attaya, que quan va prendre possessió va fer de testimoni un personatge de nom Abum-El i sota imposició de les forces d'Haya-Sumu d'Ilansura. Al segle següent va caure en mans del regne amorrita de Shubat-Enlil (Tell Leilan), capital situada al nord-est de Kahat.